# Gilgit-Baltistan
Gilgit-Baltistan (urdu گلگت بلتستان, Gilgit-Baltistān) – jednostka podziału administracyjnego w zajętej przez Pakistan części Kaszmiru ze stolicą w mieście Gilgit. Obejmuje terytoria na północ od rzeki Indus. Do 2009 funkcjonowała pod nazwą Obszary Północne (urdu شمالی علاقہ جات, Shumālī Ilāqe Jāt).
Obejmuje powierzchnię 72 971 km². Populacja regionu wynosi 1 301 000.
Na terytorium Gilgitu-Baltistanu znajduje się przeważająca część łańcucha górskiego Karakorum z drugim co do wysokości szczytem na Ziemi – K2, kilkoma ośmiotysięcznikami: Gaszerbrum I, Broad Peak, Gaszerbrum II, Broad Peak Middle i 15 siedmiotysięcznikami.